# Џерико (Арканзас)
Џерико (енгл. Jericho) град је у америчкој савезној држави Арканзас.

## Демографија
По попису из 2010. године број становника је 119, што је 65 (-35,3%) становника мање него 2000. године.
| Група             | 2000.       | 2010.       |
| Белци             | 8 (4,3%)    | 2 (1,7%)    |
| Афроамериканци    | 171 (92,9%) | 116 (97,5%) |
| Азијати           | 0 (0,0%)    | 0 (0,0%)    |
| Хиспаноамериканци | 5 (2,7%)    | 1 (0,8%)    |
| Укупно            | 184         | 119         |